# Quadrans
Quadrans (care semnifică literal „un sfert”) sau teruncius („trei uncii”) erau o monedă romană de slabă valoare de un sfert de as, emisă din bronz apoi din cupru. 

## Quadrans turnat subRepublica Romană

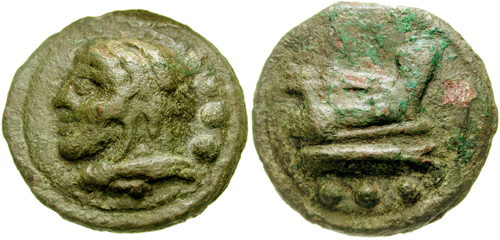
Quadrans turnat prin 225-217 î.Hr.

În prima jumătate a secolului al III-lea î.Hr., monedele quadrans sunt submultipli ai asului roman, constituit din piese de bronz turnate cu trei granule care reprezintă trei uncii ca marcă a valorii.  Tipul de avers, după câteva variații precoce, prezenta capul lui Hercule, iar reversul prezenta prora unei galere. Monede de aceeași valoare au fost emise în alte orașe din Italia Centrală, folosind un proces de distribuție.

## Quadrans bătut republican
Quadrans-ul republican bătut își păstrează marca de valoare sub forma a trei globule.
După 90 î.Hr., când monedele de bronz au fost reduse la standardul semuncial, quadrans au devenit moneda de cea mai mică valoare emisă. Emisiunile locale de quadrans de bronz de aproximativ 1 gram au continuat în secolul I î.Hr. în Gallia Narbonensis, în Nîmes și Cavaillon, până la reforma lui Augustus și nu numai.

### Echivalențe între monede romane
|                       | Aureus | Quinarius Aureus | Denarius | Quinarius | Sestertius | Dupondius | As  | Semis | Quadrans |
| --------------------- | ------ | ---------------- | -------- | --------- | ---------- | --------- | --- | ----- | -------- |
| Aureus                | 1      | 2                | 25       | 50        | 100        | 200       | 400 | 800   | 1600     |
| Quinarius Aureus      | 1/2    | 1                | 12 1/2   | 25        | 50         | 100       | 200 | 400   | 800      |
| Denarius              | 1/25   | 2/25             | 1        | 2         | 4          | 8         | 16  | 32    | 64       |
| Quinarius (Argenteus) | 1/50   | 1/25             | 1/2      | 1         | 2          | 4         | 8   | 16    | 32       |
| Sestertius            | 1/100  | 1/50             | 1/4      | 1/2       | 1          | 2         | 4   | 8     | 16       |
| Dupondius             | 1/200  | 1/100            | 1/8      | 1/4       | 1/2        | 1         | 2   | 4     | 8        |
| As                    | 1/400  | 1/200            | 1/16     | 1/8       | 1/4        | 1/2       | 1   | 2     | 4        |
| Semis                 | 1/800  | 1/400            | 1/32     | 1/16      | 1/8        | 1/4       | 1/2 | 1     | 2        |
| Quadrans              | 1/1600 | 1/800            | 1/64     | 1/32      | 1/16       | 1/8       | 1/4 | 1/2   | 1        |